# Murowaniec (gmina Główczyce)
Murowaniec (kaszb. Karczma lub Krôg, niem. Krug) – mała osada leśna w Polsce położona w województwie pomorskim, w powiecie słupskim, w gminie Główczyce przy drodze wojewódzkiej nr . Osada wchodzi w skład sołectwa Żelkowo.
W latach 1975–1998 miejscowość administracyjnie należała do województwa słupskiego.

## Nazwa
Nazwa miejscowości jest tzw. chrztem nazewniczym i ma charakter pseudokulturowy. Jest wyprowadzona z nazwy pospolitej murowaniec „murowany budynek”. Pierwotna niemiecka nazwa Krug, wzmiankowana po raz pierwszy w 1780, ma charakter kulturowy i jest wyprowadzona z nazwy pospolitej Krug „karczma, gospoda”.
Rada Języka Kaszubskiego proponuje opartą na polskiej kaszubską formę nazwy Mùrowańc.